# Le Mauvais Camp
Le Mauvais Camp (Ferry) est un film belgo-néerlandais de Cecilia Verheyden diffusé sur la plateforme Netflix en 2021. Il s'agit d'une préquelle de la série Undercover (2019).
Le Mauvais Camp: la série est une suite en huit épisodes, diffusée en 2023. 

## Synopsis
À Amsterdam en 2006, Ferry Bouman travaille comme homme de main pour le baron de la drogue Ralph Brink. Lors d'une attaque par des hommes masqués au QG de Brink, le fils de ce dernier est grièvement blessé par balle. Ferry est chargé de retrouver les coupables. La piste le mène vers un terrain de camping dans le Brabant où il va rencontrer Danielle, la femme de sa vie.

## Fiche technique
- Titre : Le Mauvais Camp
- Titre alternatif : Ferry
- Réalisateur : Cecilia Verheyden
- Scénario : Nico Moolenaar / Bart Uytdenhouwen
- Musique : François De Meyer
- Photographie : Menno Mans
- Pays de production :  Belgique,  Pays-Bas
- Langue : Néerlandais
- Durée : 106 minutes
- Date de sortie : 14 mai 2021

## Distribution
- Frank Lammers (VFB : Jean-François Rossion) : Eddy Beaumont (Ferry Bouman en VO)
- Elise Schaap (VFB : Marie-Noëlle Hébrant) : Daniëlle van Marken
- Huub Stapel : Ralf Brink
- Raymond Thiry : John Zwart
- Monic Hendrickx : Claudia Zwart-Beaumont
- Huub Smit (VFB : Stéphane Pelzer) : Dennis de Vries
- Juliette van Ardenne : Keesje Beaumont
- Yannick van de Velde (VFB : Brieuc Lemaire) : Lex van Dun (Lars van Marken en VO)

## Lieux de tournage
- Eindhoven
- Amsterdam